# دالاس مورنینگ نیوز
دالاس مورنینگ نیوز (انگلیسی: The Dallas Morning News) روزنامه‌ای آمریکایی است که منطقه دالاس-فورت ورث را تحت پوشش قرار می‌دهد. این روزنامه در سال ۱۸۸۵ توسط آلفرد هوریشیو بلو ایجاد شد. این روزنامه هم‌اکنون تحت اختیار شرکت تگنا منشعب از شرکت گنیت می‌باشد. این روزنامه جهت‌گیری لیبرال دارد و در انتخابات‌های محلی و کشوری، از نامزدهای حزب دموکرات به شکل رسمی حمایت می‌کند. دالاس مورنینگ نیوز در انتخابات‌های نماینده تگزاس در سنای آمریکا در سال‌های ۲۰۱۲ و ۲۰۱۸ آمریکا از رقبای تد کروز یعنی بتو اوروک و پال سدلر حمایت کرد.